# Ya nada queda
«Ya nada queda» es una canción interpretada la banda chilena Kudai. Se lanzó el 13 de septiembre de 2004 como el segundo sencillo de su álbum debut Vuelo (2004). El tema tiene una versión en inglés, titulada «It's Over (Ya queda nada)».

## Video musical
El video musical de esta canción fue lanzado el 28 de octubre de 2004. El video musical se estrenó en el canal de música Zona Latina de Chile. Posteriormente se estrenó en MTV.

## Posicionamiento en listas
| Listas (2005-06)        | Mejor posición |
| ----------------------- | -------------- |
| Chile (Chile Top 100)   | 1              |
| México (Los 40)         | 20             |
| Panamá (Notimex)        | 5              |
| Paraguay (Radio Latina) | 7              |

## Versión Revuelo
«Ya nada queda» es una nueva versión lanzada por la banda chilena Kudai en su álbum debut Vuelo (2004). Se lanzó el 12 de febrero de 2021 a través de Sony Music Chile como el tercer sencillo del disco Revuelo (2021). El tema se lanzó junto con el lanzamiento digital del disco.

### Antecedentes y lanzamiento
La canción fue anunciada días previos a su lanzamiento, tras su publicación Nicole Natalino comentó: «Queríamos reversionar estas canciones, pero sin perder la esencia… mantener la estructura, pero variar en la sonoridad e incluir nuevos sonidos». La nueva versión mantiene la esencia de su primera publicación, con la inclusión de elementos electrónicos y un solo de Violonchelo reemplazando a la guitarra eléctrica de la versión original.
El tema fue escrito por Gustavo Pinochet y fue producido por Pinochet, Diego Ramírez y José Miguel Alfaro. La mezcla estuvo a cargo por Javier Bassimo, mientras que la masterización fue llevada a cabo por Francisco Holzmann.

### Video musical
El video musical de «Ya nada queda» fue dirigido por Piero Medone, quien trabajó anteriormente con la banda en videos como «Sin despertar» en su versión 2020.